# Zinnsammlung Dr. Karl Ruhmann
Die Zinnsammlung Dr. Karl Ruhmann ist eine private Zinnsammlung in Österreich. Sie befindet sich im 1988 in der Trattenmühle eröffneten Museum der Dr. Ludwig Karl Ruhmann-Stiftung in Stocking bei Wildon und gilt als die größte private Zinnsammlung in Europa.

## Geschichte
Die Zinnsammlung geht auf die Sammler-Tätigkeit der Großindustriellen-Familie Ruhmann zurück, die von einer mährischen Handwerker-Familie abstammte und in der Zeit des technischen Aufbruchs in der Donau-Monarchie unter Kaiser Franz Josef I. durch Papierherstellung zu Wohlstand gelangte und diesen zum großen Teil zur Sammlung von Gläsern, Gemälden, Möbeln, Uhren sowie Porzellan-, Silber- und Zinn-Artefakten einsetzte. Finanzielle Grundlage für die Sammlertätigkeit bildete das Familien-Unternehmen Guggenbacher Maschinenpapier-Fabrik Adolf Ruhmann.
Das Museum zeigt in 19 Vitrinen- und 11 Wandpräsentationen über 420 Edelzinnexponate, von denen 344 im Museumskatalog  dokumentiert sind. Über die restlichen gibt ein Zettelkatalog Auskunft, den Karl Ruhmann von Jugend an systematisch erstellt hat, dessen endgültige Auswertung aber noch aussteht.

## Exponate
Die meisten Exponate der Sammlung stammen aus dem 15. bis 18. Jahrhundert. Daneben enthält sie auch einige Zinnerzeugnisse aus dem Hoch-Mittelalter.
Die Sammlung enthält verschiedenartige Edelzinn-Erzeugnisse für den profanen Gebrauch; zu sehen sind mythologisch inspirierte Edelzinn-Kunstwerke aus alten Zeiten wie die Platte „Urteil des Paris“ aus Nürnberg von 1569. Auch Temperantia-Teller, Musen-Platten, Fortuna-Schüsseln finden sich in größerer Zahl. Sie stammen meistens aus dem 16. Jahrhundert.
Auch umfasst die Sammlung anlässlich von Kaiserkrönungen angefertigte Souvenir-Teller. Sie wurden meist in größeren Auflagen hergestellt. Im Ruhmann-Museum befindet sich eine Vitrine mit rund einem Dutzend verschiedener Motive wie Krönungsteller von Ferdinand II. und Ferdinand III. und einen Gustaf-Adolf-Teller. Weitere Exponate sind  ein Sultansteller von 1712, eine Montgolfiere-Platte von 1786 und der Sheriff-Stern aus dem Film „High-Noon“ – der Roman „The Tin Star“ war Drehbuchvorlage.
Ein weiterer Bereich der Repräsentation sind die Zünfte. Er zeigt Zunftkannen, „Willkomm“-Pokale, Zunftzeichen, Zunftkrüge/-humpen aus den Zünften der Schneider, Weber, Leinenweber, Schuster, Fleischer, Maurer oder Schlosser. Auch Vorrats-, Trink- und Essgefäße aus Zinn sind im Museum ausgestellt, dazu gehören große und kleine, gestanzte, gegossene, getriebene, gravierte, geätzte, gepunzte und/oder reliefierte Trinkkrüge und Kannen, Kettenflaschen, Lebkuchenmodel, Gewürzdosen, Kaffeekannen, Bratwurstdosen, Flaschenkühler, Leuchter, Lichtenhaimer Humpen, Sugerli, kaiserliche Fusswaschbecher seit Karl VI. Exotisch wirkende Exponate sind ein „Aus zwei-Wodka-Quellen- wähle!“-Fisch aus Russland aus der Zeit von Peter dem Großen oder ein mit Gold-Auflagen gearbeiteter Becher aus der Zeit des chinesischen Ming-Kaisers Wanli.

### Andorra-Madonna mit Kind
Das älteste eindatierbare Exponat in der Sammlung ist die „Andorra-Madonna mit Kind“, die aus dem 11./12. Jahrhundert stammt. Auf einem Holzkern ist in sehr feiner Zinnarbeit eine großartige Madonnen-Darstellung mit Halbedelstein-Applikationen aufgearbeitet; sogar Teile der Originalfarben sind noch erhalten. Es gibt aus dieser Zeit nur noch eine vergleichbare Zinnarbeit in den Pyrenäen.
In der Vitrine der Madonna befinden sich weitere sakral inspirierte Ausstellungsstücke wie Pilgerschaftszeichen und Amulette. Aus dem 12./13. Jahrhundert stammen beispielsweise vier ca. 3 cm große Kreuzritter-Figurinen, die bei der Überführung des Reliquienschreins der Heiligen Euphemia von Aquileia nach Ravenna an einem Behälter unter der Urne angebracht waren.
Weiters ist hier ein Baggerfund-Kreuz aus dem 15. Jahrhundert und eine Taufkanne mit Engelskopf aus Frankreich von ca. 1600 ausgestellt. Aus der Zeit um das Jahr 1420 stammen ein Kännchen aus dem Burgund, eine Holzkassette mit Zinneinsätzen aus dem Bodenseegebiet und ein Teller mit Kreuzigungsmotiv.

### Becher von Friedrich von der Trenck
Zu den Exponaten gehört auch ein von Friedrich von der Trenck gestalteter Becher. Dieser schaffte es in preußischer Festungshaft an Händen und Füßen mit Eisen belegt und fixiert, mit einem spitzen Nagel in seine zinnernen Trinkbecher Bilder und Texte in allen ihm geläufigen Sprachen wie lateinisch, französisch oder deutsch zu ritzen. Man schätzt, er habe 36 solche Kunstwerke geschaffen, die seine Wärter an die von Trenck genannten Adressaten gegen Trinkgeld übermittelten und teilweise auch an wohlhabende Interessenten verkauften. Zu Ruhmanns Zeiten (1897–1972) war die Existenz von elf solchen Bechern bekannt, die in Berlin, Paris, Genf etc. zu sehen waren. Einer davon ist sein Trenck-Becher, der in Wildon ausgestellt wird. Nach neuesten Forschungen von Heiko Günther für sein neues Buch über "Trenck-Becher" sind heute noch 22 Exemplare in diversen Sammlungen erhalten geblieben.